# Стерџен (Мисури)
Стерџен (енгл. Sturgeon) град је у америчкој савезној држави Мисури.

## Демографија
По попису из 2010. године број становника је 872, што је 72 (-7,6%) становника мање него 2000. године.
| Група             | 2000.       | 2010.       |
| Белци             | 916 (97,0%) | 840 (96,3%) |
| Афроамериканци    | 5 (0,5%)    | 4 (0,5%)    |
| Азијати           | 2 (0,2%)    | 5 (0,6%)    |
| Хиспаноамериканци | 4 (0,4%)    | 9 (1,0%)    |
| Укупно            | 944         | 872         |